# Fibrose retroperitoneal
Fibrose retroperitoneal ou Doença de Ormond é uma doença caracterizada pela presença de inflamação e fibrose dos tecidos contidos na  cavidade retroperitoneal, mais especificamente ao redor da aorta abdominal e artérias ilíacas, evolvendo também estruturas vizinhas, como por exemplo, os ureteres. O termo "doença de Ormond" é em homenagem ao urologista John Kelso Ormond que descreveu a doença em 1948.

## Sinais e sintomas
As principais manifestações clínicas da fibrose retroperitoneal são: 
- Dor lombar ou abdominal, piorando com a progressão da doença
- Anorexia
- Perda de peso
- Indisposição
- Obstrução do ureter com formação de hidronefrose e oligúria, podendo evoluir para doença renal crônica e perda da função dos rins
- Febre
- Dores nos testículos
- Hematúria
- Claudicação
- Edema nas pernas

## Diagnóstico
O diagnóstico da fibrose peritoneal é feito através de exames de imagem, sendo a tomografia computadorizada o exame preferido. Outros exames incluem: pielografia, ressonância magnética e cintilografia.

## Causas
As principais causas são:
- Idiopática
- Medicamentos: metildopa,hidralazina, analgésicos, Bloqueador beta-adrenérgico, ergotamina
- Infecções: tuberculose, histoplasmose
- Neoplasias: linfomas, neoplasia de cólon, próstata, mama, estômago
- Radioterapia
- Cirurgias: linfadenectomia, colectomia, histerectomia, correção de aneurisma de aorta
- Trauma
- Amiloidose
- Enema de bário

## Tratamento
O tratamento medicamentoso se faz com o uso de glicocorticoide, tamoxifeno, micofenolato mofetil, metotrexato, ciclofosfamida e azatioprina. Além do tratamento farmacológico, nos casos em que há comprometimento do ureter com obstrução do fluxo urnário, está indicada a abordagem cirúrgica.